# Heinrich von Puttkamer (General, 1818)

Georg Heinrich Carl Freiherr von Puttkamer

Freiherr Georg Heinrich Carl von Puttkamer (* 16. September 1818 in Jassen; † 27. Juni 1886 in Kamissow) war ein preußischer Generalleutnant.

## Leben

### Herkunft
Er entstammte dem hinterpommerschen Adelsgeschlecht Puttkamer und war der sechste Sohn des Landwirts Wilhelm Freiherr von Puttkamer zu Jassen (* 11. März 1782 in Wollin; † 2. September 1849 in Stolp) und dessen Ehefrau Johanna, geborene von Zitzewitz (* 29. Januar 1784 in Notzkow; † 28. Januar 1859 in Stettin). Seine Brüder Konstantin von Puttkamer (1807–1899) und Alwin von Puttkamer (1811–1885) wurden preußische Generalmajore.

### Militärkarriere

Wappen der Freiherren von Puttkamer

Puttkamer wuchs unter den bescheidenen ländlichen Verhältnissen auf, die ihm sein Elternhaus auf dem Gut Jassen bieten konnten. Er entschied sich, wie bereits zahlreiche seiner Vorfahren, eine Offizierslaufbahn in der Preußischen Armee einzuschlagen. Bereits als Kadett erhielt Heinrich höchste Belobigung. Puttkamer wurde am 18. August 1836 als Sekondeleutnant der Garde-Artilleriebrigade überwiesen. Er absolvierte 1837/38 die Vereinigte Artillerie- und Ingenieurschule und wurde 1841 für drei Jahre zur weiteren Ausbildung an die Allgemeine Kriegsschule kommandiert. Für seine außergewöhnlichen Leistungen dort verlieh ihm König Friedrich Wilhelm IV. einen Ehrendegen. Nachdem das Preußische Königshaus positiv auf ihn aufmerksam geworden war, wurde er zum militärischen Adjutanten der königlichen Prinzen berufen; im Deutsch-Dänischen Krieg war Puttkamer Adjutant des Prinzen Carl und machte das Gefecht bei Rackebüll und den Sturm auf die Düppeler Schanzen mit.
Am 18. April 1865 wurde Puttkamer zum Kommandeur des Feldartillerie-Regiment Nr. 2 ernannt und am 18. Juni 1865 zum Oberst befördert. Während des Deutschen Krieges 1866 war er Kommandeur der Reserveartillerie des II. Armee-Korps und kämpfte bei Gitschin und Königgrätz. Mitte Januar 1868 folgte seine Ernennung zum Kommandeur der 9. Artillerie-Brigade sowie am 18. Juni 1869 die Beförderung zum Generalmajor. Seine Brigade führte Puttkamer 1870/71 im Krieg gegen Frankreich in den Schlachten bei Vionville, Gravelotte, Noisseville, Orléans, Le Mans sowie einer Reihe von Gefechten. Neben beiden Klassen des Eisernen Kreuzes erhielt Puttkamer für seine Leistungen den Orden Pour le Mérite, das Kommandeurkreuz I. Klasse des Ludewig-Ordens, sowie das Hessische und das Mecklenburgische Militärverdienstkreuz.
Nach dem Frieden von Frankfurt stieg er im März 1872 zum Inspekteur der 4. Artillerie-Inspektion auf und wurde am 2. September 1873 zum Generalleutnant befördert. Als solcher war er ab 9. Juni 1874 Inspekteur der 2. Fußartillerie-Inspektion. Am 6. August 1877 wurde Puttkamer mit Pension unter Verleihung des Roten Adlerordens I. Klasse mit Eichenlaub und Schwertern am Ringe zur Disposition gestellt.
Er war Rechtsritter des Johanniterordens. Nach seiner Verabschiedung zog Puttkamer nach Berlin.
Heinrich Freiherr von Puttkamer war die treibende Kraft zur Gründung der am 3. Oktober 1860 zu Köslin gestifteten Genossenschaft der Familie v. Puttkamer und war von 1874 bis zu seinem Tod im Jahre 1886 auch deren Vorsitzender.
Als ständige Kontaktperson des königlich-preußischen Hauses war er unter anderem beim Tode Friedrich Wilhelms IV. und bei der Krönung Wilhelms I. in Königsberg anwesend.

### Familie
Er hatte sich am 17. Mai 1845 in Berlin mit Luise Wall (1825–1903) verheiratet. Aus der Ehe gingen zwei Söhne, Heinrich (1846–1914), preußischer Generalmajor und Karl Georg Ludwig (* 1847), preußischer Rittmeister a. D. und Landrat hervor.
Ferner hatte er zwei Töchter:
- Laura Georgine Luise (* 18. Dezember 1848) ⚭ 1867 Georg von Kleist († 20. April 1885), Herr auf Kamissow
- Elise Georgine Luise (* 11. Juni 1851) ⚭ 1871 Freiherr Friedrich von Puttkamer, Herr auf Riemitzke